# Sceliphron aterrimus
Sceliphron aterrimus är en biart som först beskrevs av Marquet 1875.  Sceliphron aterrimus ingår i släktet Sceliphron och familjen grävsteklar. Inga underarter finns listade i Catalogue of Life.